# مرکز تحقیقات لنگلی
مرکز تحقیقات لانگلی (به انگلیسی: Langley Research Center) به‌اختصار LaRC، یکی از قدیمی‌ترین مراکز پژوهشی ناسا واقع در همپتون، ویرجینیا، ایالات متحده آمریکا است. این مرکز پژوهشی هم‌مرز پایگاه نیروی هوایی لنگلی است. این مرکز پژوهشی بیشتر بر روی پژوهش‌های حمل‌ونقل هوایی تمرکز دارد؛ هرچند که ماه‌نشین آپولو نیز در این مرکز پژوهشی آزمایش شده‌است.